# Hayden Szeto
Hayden Chun Feno Szeto (nascido em 11 de setembro de 1985) é um ator canadense, conhecido por seu papel como Erwin Kim na comédia de drama The Edge of Seventeen (2016). Em 2017, ele retratou Ken Luang na NBC série de comédia The Good Place.

## Início de vida
Szeto foi nascido e criado na cidade de Richmond área de Vancouver, British Columbia, para os pais de Hong Kong. Seu pai, Nigel Szeto, é um pintor, e seu avô paterno, Kei Szeto, foi um renomado escultor Chinês. estudou sociologia na Kwantlen Universidade Politécnica. Szeto se formou no programa de Cinema de Cinema da New York Film Academy em 2011. .

## Carreira
Em 2016, Szeto fez seu papel de destaque interpretando Erwin Kim na drama de comédia The Edge of Seventeen, de Kelly Fremon Craig , ao lado de Hailee Steinfeld. Ele teve um papel recorrente na segunda temporada da série da NBC The Good Place, retratando um Budista monge chamado Ken Luang.
 Em 24 de maio de 2017, Szeto foi escalado como Brad Chang no thriller sobrenatural de Blumhouse no filme Truth or Dare. O filme foi lançado nos cinemas em 13 de abril de 2018.

## Filmografia

### Filme
| Ano  | Título                                | Papel                  | Notas          |
| ---- | ------------------------------------- | ---------------------- | -------------- |
| 2012 | Secret Asian Man: Rise of the Zodiac! | Starr !Young Sam Starr |                |
| 2012 | Free Love                             | Restaurante Patrono    | Curta-metragem |
| 2016 | The Edge of Seventeen                 | Kim !Erwin Kim         |                |
| 2018 | Truth or Dare                         | Brad Chang             |                |
| 2018 | Summer Night                          | Caleb                  |                |
| 2019 | Come as You Are                       | Matt                   |                |

### Televisão
| Ano  | Título                | Papel             | Notas                         |
| ---- | --------------------- | ----------------- | ----------------------------- |
| 2011 | Man of Light          | Long !Jaiden Long | Filme para televisão          |
| 2012 | America's Most Wanted | 3rd Gang Member   | Episódio: "Crimes of Passion" |
| 2017 | The Good Place        | Luang !Ken Luang  | 2 episódios                   |
| 2019 | Lodge 49              | Corporate         | 2 episódios                   |